# José Antonio Mármol Peña
José Antonio Mármol Peña, o sencillamente José Mármol (Santo Domingo, 30 de abril de 1960) es un poeta, crítico literario, gestor cultural y ensayista dominicano.

## Reseña biográfica
Se licenció en Filosofía por la Universidad Autónoma de Santo Domingo (UASD) y realizó un posgrado en Lingüística Aplicada por el Instituto Tecnológico de Santo Domingo (INTEC) así como una maestría en Filosofía por la Universidad Politécnica de Valencia (UPV, España) y Doctor en Filosofía por la Universidad del País Vasco (UPV/EHU).
En 1985 fundó la Colección Egro de Literatura Dominicana Contemporánea. Miembro de la Academia de Ciencias desde 2007 y miembro de número de la Academia de la lengua de la República Dominicana (desde 2021), es profesor honoris causa de la Facultad de Humanidades de la UASD (desde 2013).
Doctorado honoris causa de UTESA, (desde 2017).

## Premios y reconocimientos
- Premio Anual Salomé Ureña de Poesía (1987 y 2007)[6]
- Premio Pedro Henríquez Ureña de Poesía (1992)[7]
- Premio Casa de Teatro de Poesía (1994)
- Accésit al Premio Internacional de Poesía Eliseo Diego de la revista Plural (México, 1994)
- XII Premio Casa de América de Poesía Americana (España, 2012)[8]
- Premio de la Academia Dominicana de la Lengua (2012)
- Premio Nacional de Literatura otorgado por el Ministerio de Cultura y la Fundación Corripio (2013)
- Person of the Year por Cannes Lions Dominicana (2015)
- Premio Caonabo de Oro,[9] de la Asociación Dominicana de Periodistas y Escritores (ADPE) y la empresa Total Dominicana (2017)
- Reconocimiento de La Facultad de Ciencias Sociales, Humanidades y Artes y la Escuela de Lenguas de la Pontificia Universidad Católica Madre y Maestra, por su trayectoria y aportes a la literatura dominicana. (2022)

## Publicaciones
- El ojo del arúspice (1984)[10]
- Encuentro con las mismas otredades 1 (1985)
- La invención del día (1989[11])
- Encuentro con las mismas otredades 2 (1989).
- Lengua de paraíso (1992)[12]
- Deux ex machina y otros poemas (2001),[13]
- Lenguaje del mar (2012)[14]
- Yo la isla dividida (2019)[15]
- Ética del poeta (1997),[16]
- Las pestes del lenguaje y otros ensayos (2004),[17]
- El placer de lo nimio(2004)[18]
- Cansancio del trópico (2005)[19]
- Torrente sanguíneo (2007),[20]
- La poética del pensar y la generación del 80 (2007)[21]
- Defensa de la poesía: defensa de la vida (2012)[22]
- Postmodernidad, identidad y poder digital (2019)[23]
- Identidad en la modernidad líquida globalizada (2021)[24]
- El concepto de poder en Nietzsche. tesis doctoral en la Universidad Autónoma de Santo Domingo (1983-84).  (2021)[25]
- Celebración de la imagen. (2021)
- Decir y hacer. reúne entrevistas concedidas a escritores nacionales y extranjeros en el transcurso de los últimos años. (2021)
- Sobre su obra se han divulgado títulos como:
- José Mármol, antología poética (Médar Serrata, 2004)[26]
- Anatomía de un poeta. Aproximaciones críticas a José Mármol (Carlos X. Ardavin, 2005)[27]
- El búho y la luna. Entrevistas a José Mármol (Basilio Belliard, 2005)[28]
- Viaje hacia el arúspice. Relectura de la obra de José Mármol (.Mateo Morrison 2015)[29]
- La creación poética de José Mármol Intuición y reflexión sobre pensar y poetizar (Bruno Rosario Candelier 2021)